# Věrný pes

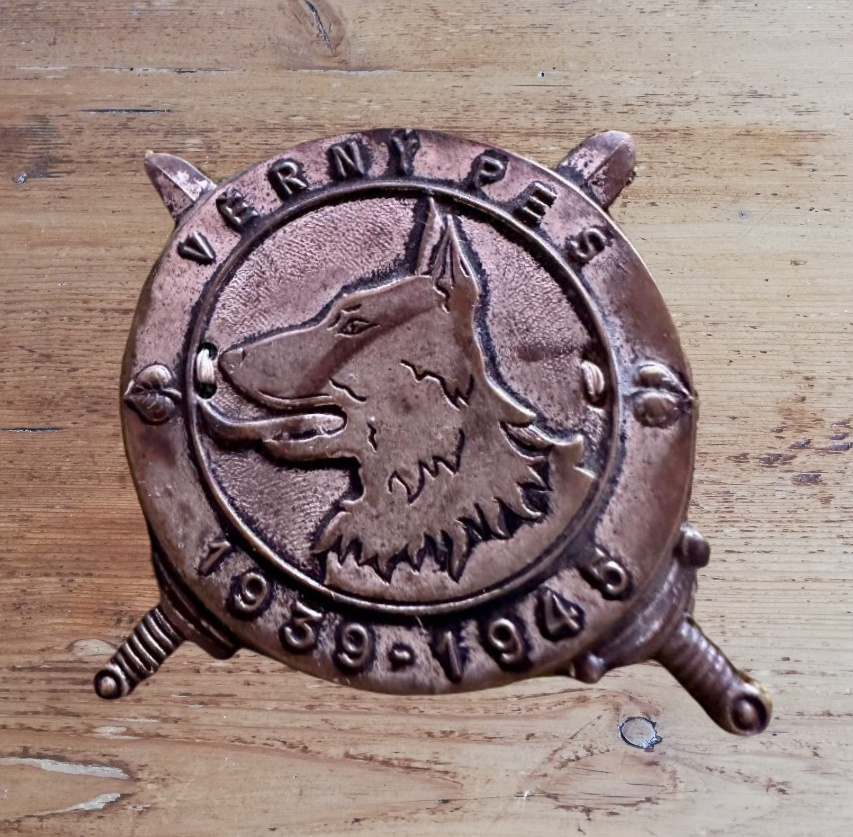
Odznak skupiny Věrný pes

Věrný pes byla povstalecká skupina složená z obyvatel pražských čtvrtí Jinonice a Radlice. Skupina Věrný pes navázala na „jinonickou ilegální skupinu“ (viz níže). To je důvodem k tvrzení, že kořeny odbojového působení Věrného psa sahají až do roku 1939. Pramen uvádí, že Věrný pes byl tvořen nekomunistickou skupinu převážně mladých lidí, kteří sdíleli konzervativní názory (hlásili se k idejím a k odkazu T. G. Masaryka) a rekrutovali se z oddílů Skauta (Junáka), Sokola apod. Během pražského květnového povstání 1945 bojovali příslušníci Věrného psa na barikádách, skupina Věrný pes zasáhla výraznou měrou do bojů o křižovatku U Bulhara (zde zastavila německý útok) jakož i do bojů v těsném okolí budovy Právnické fakulty Univerzity Karlovy.
Nekomunistická orientace Věrného psa a vazby jeho členů spíše na západní odboj a na Londýn než na Moskvu měla po roce 1947 za následek i to, že přeživší příslušníci Věrného psa (neuznávající komunistickou orientaci republiky a distancující se od nového režimu) byli mnohdy sledováni státní tajnou policií. Tak se stalo, že po únoru 1948 váleční historikové o organizaci Věrný pes již nemluvili a hrdinství těchto lidí mělo být navždy zapomenuto. Někteří příslušníci Věrného psa se dožili roku 1968, ale ani tehdy se nedočkali morální satisfakce. Té se jim nedostalo ani v roce 1989 a letech následujících, kdy jich většina již nežila.

## Jinonická ilegální skupina
Jinonická ilegální odbojová skupina organizace Ústředního vedení odboje domácího (ÚVOD) vznikla již v roce 1939. Jejím zakladatelem byl tehdejší přednosta a inspektor Finančního úřadu potravní daně, jehož jedna z kanceláří byla dislokována v jinonickém akcízu - velitel akcízu Karel Prokop (přezdívka „Strejda“) se svým synem Miroslavem Prokopem, toho času studentem obchodní školy, členem Skauta a Sokola.

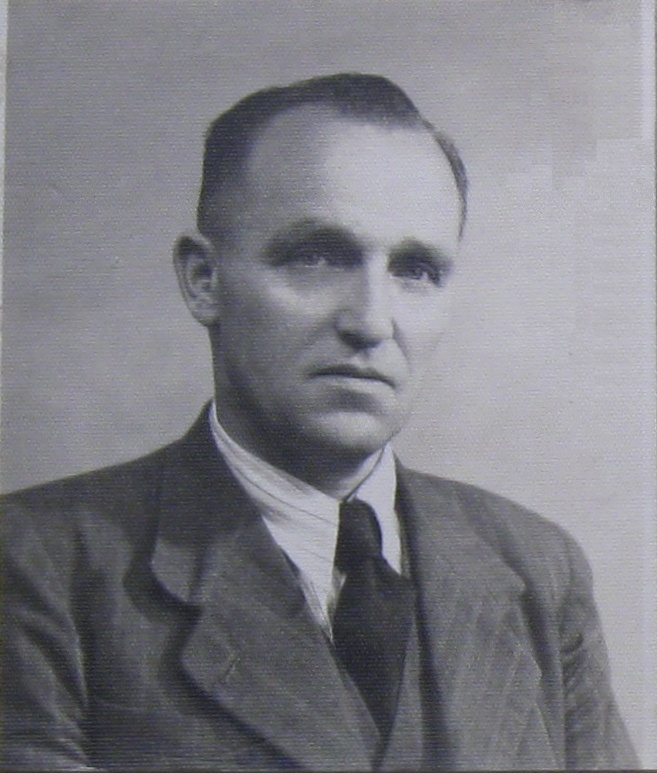
Karel Prokop
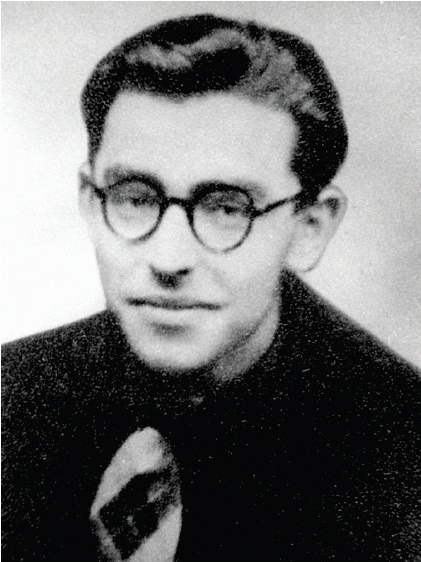
Miroslav Prokop
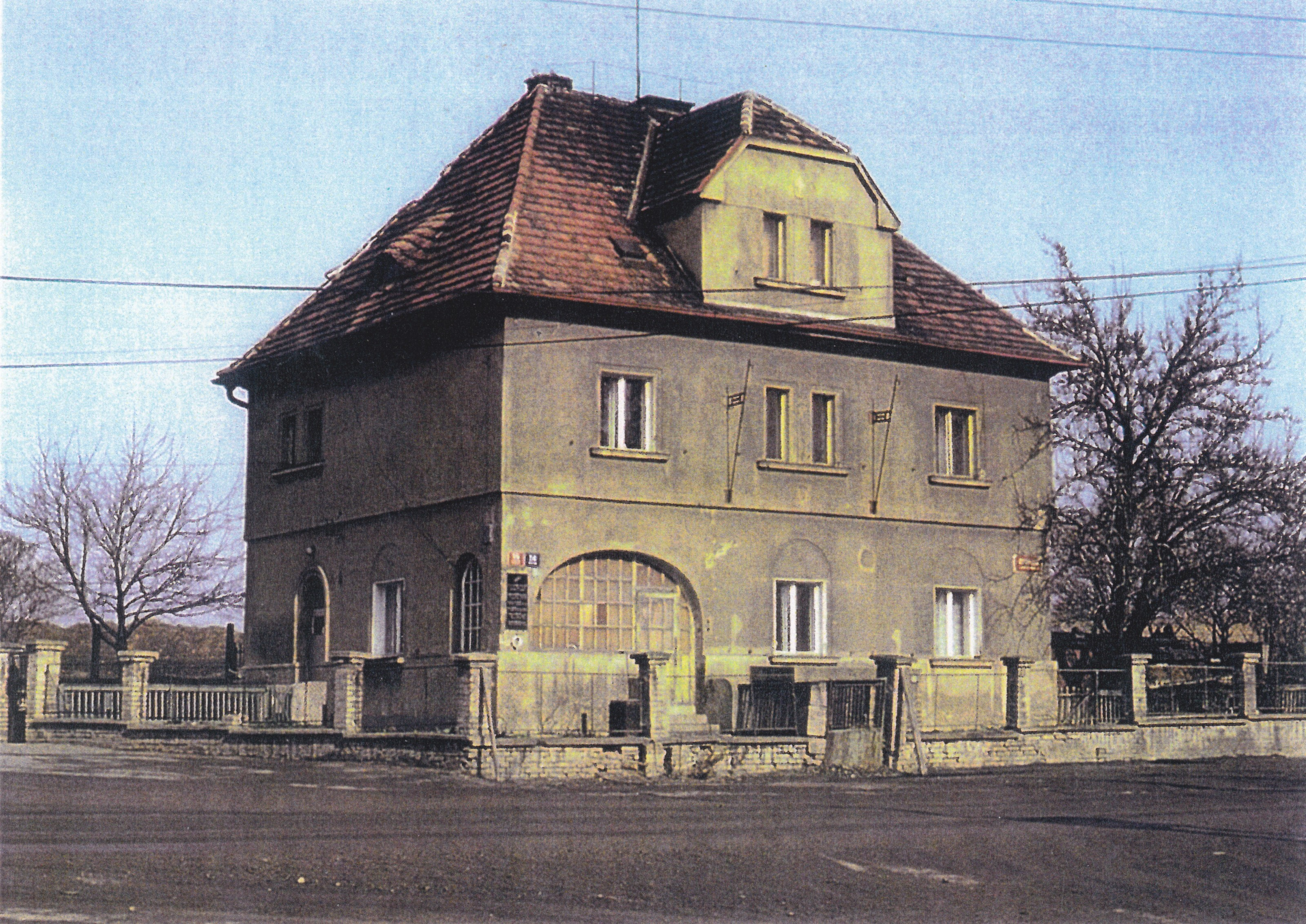
Budova jinonického akcízu

### Jiří Pilmajer
Jiří Pilmajer byl povoláním respicient (zřízenec, podúředník) finanční stráže, člen jinonické odbojové skupiny. Z jeho bytu na tehdejší adrese Pražská čtvrť 237, Slivenec (dnes V Zálesí 756/7, Praha-Hlubočepy) několikrát vysílala ilegální radiostanice Sparta Ic a také se zde ukryl v noci 4. října 1941 Karel Prokop poté, co uprchl z přepadeného jinonického akcízu. Na Jiřího Pilmajera byl sice vydán zatykač, ale Pilmajer našel bezpečný úkryt v jižních Čechách a po skončení války se vrátil do Slivence.

### Adolf Vlásek
Adolf Vlásek (* 3. května 1900 Hluboká – 12. dubna 1942 koncentrační tábor Mauthausen) byl členem jinonické odbojové skupiny Karla Prokopa, kde působil jako spolupracovník radiotelegrafistů obsluhujících ilegální radiovou stanici Sparta I. Povoláním byl úředník (bydlel na adrese: Šlikova 1099/11, Praha-Břevnov). Adolf Vlásek byl zatčen gestapem, vyslýchán v Petschkově paláci a od 15. listopadu 1941 vězněn v Malé pevnosti Terezín. Dne 6. února 1942 byl zařazen do transportu do KT Mauthausen, kde byl zastřelen 12. dubna 1942.

### Jan Zachariáš
Jan Zachariáš (* 7. února 1904) byl za protektorátu členem jinonické odbojové skupiny Karla Prokopa. Povoláním byl zřízenec města Prahy. Odbojové skupině poskytl pro potřeby provozu ilegální radiové stanice Sparta Ic svůj byt (na tehdejší adrese Vidoulská č.p. 578, Praha - Košíře; dnes Karenova 578/31). Při zátahu německých bezpečnostních složek na operátory a odbojáře kolem radiostanice Sparta Ic bylo spolu se Zachariášem zatčeno celkem 14 žen a 41 mužů. Jen málo z nich (cca 4) spáchalo sebevraždu, 35 osob pak zahynulo v různých nacistických koncentračních táborech. V Mauthausenu našli svoji smrt Stanislav Medřík, Josef Paur, Josef Hanyk, Antonín Němeček a další. Jan Zachariáš byl vězněn v Malé pevnosti Terezín, odkud byl v únoru 1942 odeslán do KT Mauthausen. Zde v důsledku mučení zemřel dne 30. dubna 1942.

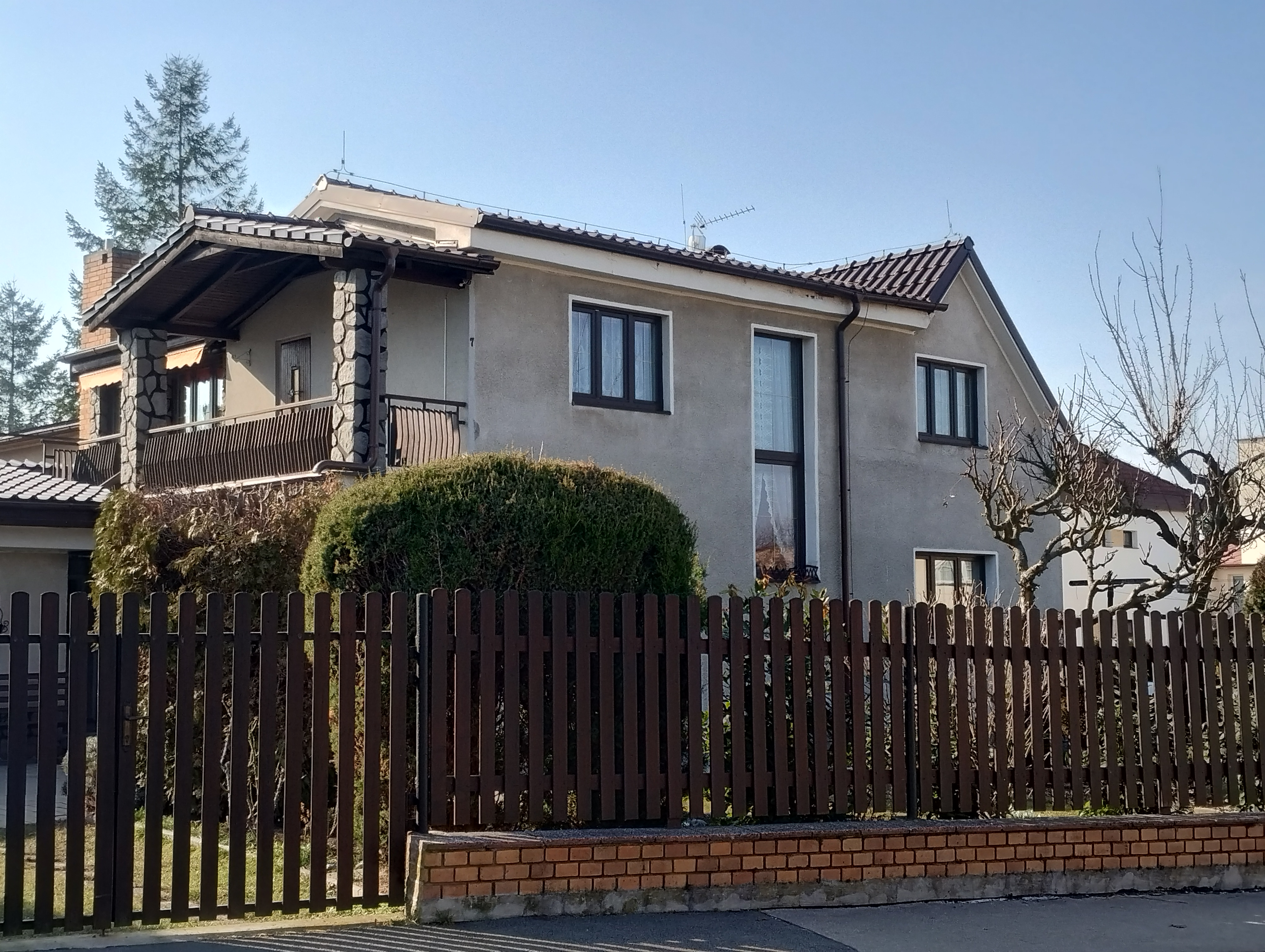
Dům Jiřího Pilmajera dnes (2025), V Zálesí 756/7, Praha 5-Hlubočepy (za protektorátu Pražská čtvrť, Slivenec)
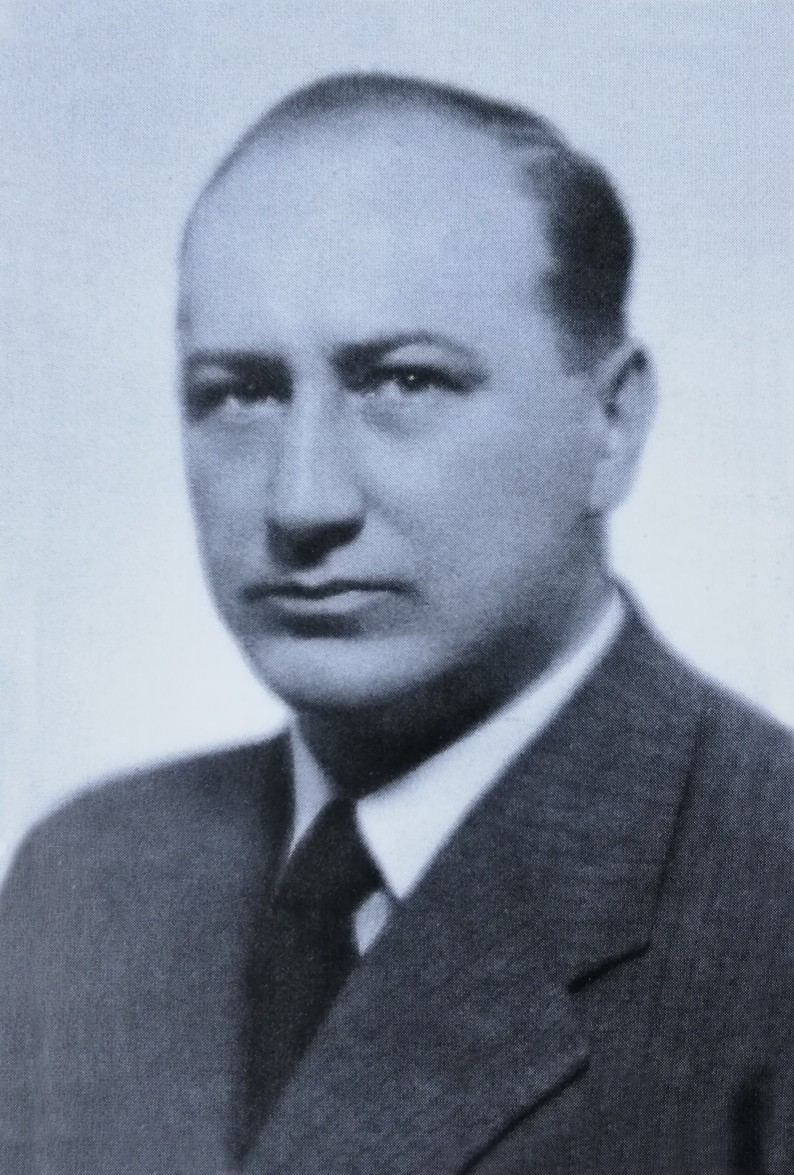
Adolf Vlásek
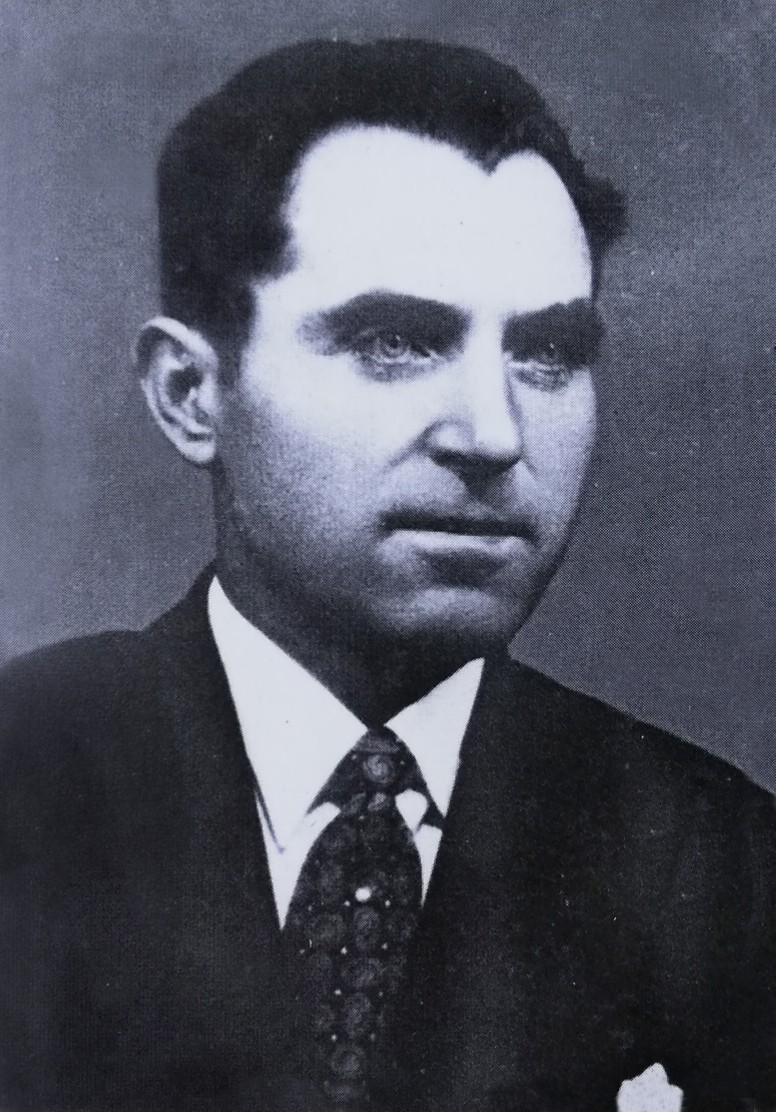
Jan Zachariáš

### Ostatní členové
Jinonická ilegální skupina sestávala z následující osob: Josef Paur, Josef Hanyk, Stanislav Medřík, Antonín Springer, Alois Šimoníček (viz dále), Alfréd Vít (viz dále) a farář Osvald Novák. Všichni dříve vyjmenovaní (kromě Karla Prokopa a Osvalda Nováka) zahynuli v KT Mauthausen.

### Alois Šimoníček
Alois Šimoníček (* 17. února 1901 Praha – 20. dubna 1942 v 15.15 hodin koncentrační tábor Mauthausen) byl majitelem chemické čistírny, ženatý, 4 děti, za Protektorátu Čechy a Morava bydlel na adrese Choteč číslo popisné 65. Šimoníček zastával funkci starosty obce Choteč–Řeporyje, byl funkcionářem České strany národně socialistické, zároveň vykonával funkci starosty sokolské organizace a byl členem hasičského sboru. V domácím protiněmeckém odporu byl členem jinonické odbojové skupiny soustředěné kolem Karla Prokopa. Pro osoby stíhané gestapem vystavoval Alfréd Šimoníček falešné dokumenty. Z jeho bytu vysílala ilegální odbojová radiostanice Sparta Ic. Alois Šimoníček byl zatčen 1. října 1941 a vězněn na Pankráci v Praze. K trestu smrti byl odsouzen v nepřítomnosti německým stanným soudem 19. ledna 1942. Společně s Alfrédem Vítem (* 26. května 1891 Vídeň – 20. dubna 1942 v 15.15 koncentrační tábor Mauthausen) byl pro pobavení esesáků před hlavní bránou koncentračního tábora Mauthausen ubit dřevěnými palicemi v den 53. Hitlerových narozenin dne 20. dubna 1942 v 15.15 hodin.

### Alfréd Vít
Alfréd Vít (* 26. května 1891 Vídeň – 20. dubna 1942 v 15.15 hodin koncentrační tábor Mauthausen) byl povoláním vlakvedoucí. V domácím protiněmeckém odporu byl členem jinonické odbojové skupiny soustředěné kolem Karla Prokopa a jeho syna Miroslava Prokopa. Alfréd Vít poskytl pro vysílání ilegální radiové stanice Sparta Ic svůj byt na adrese Praha-Hlubočepy, Slivenecká 115/47. Společně s Aloisem Šimoníčkem (* 17. února 1901 Praha – 20. dubna 1942 v 15.15 hodin koncentrační tábor Mauthausen) byl pro pobavení esesáků před hlavní bránou koncentračního tábora Mauthausen ubit dřevěnými palicemi v den 53. Hitlerových narozenin dne 20. dubna 1942 v 15.15 hodin.

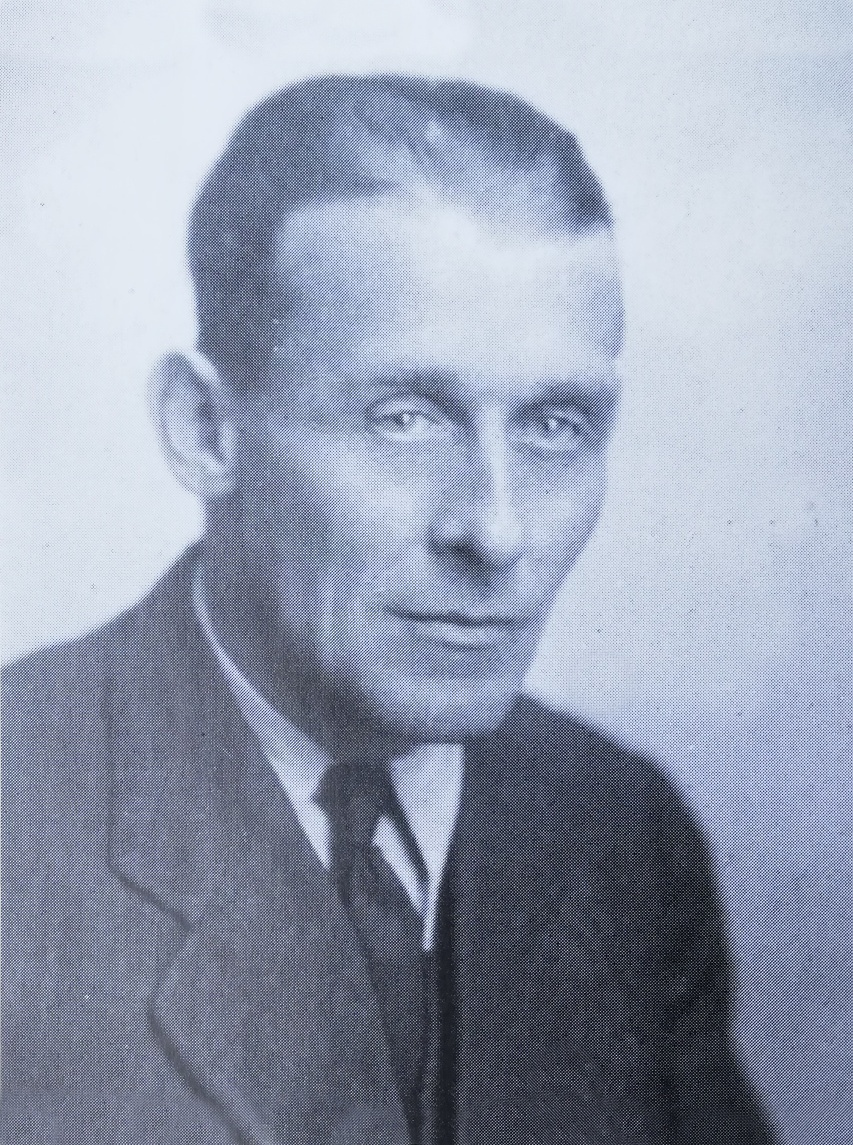
Alois Šimoníček
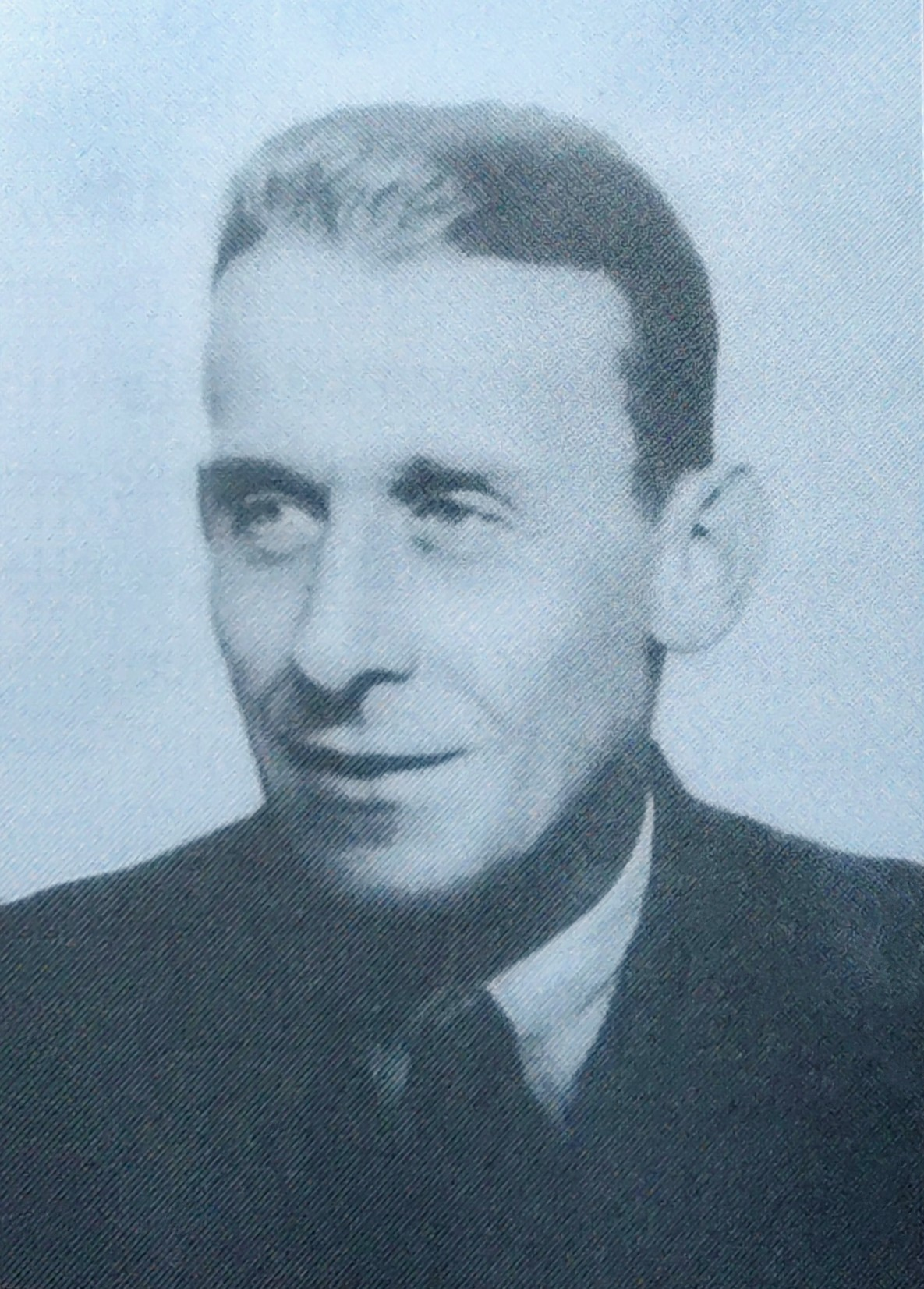
Alois Šimoníček
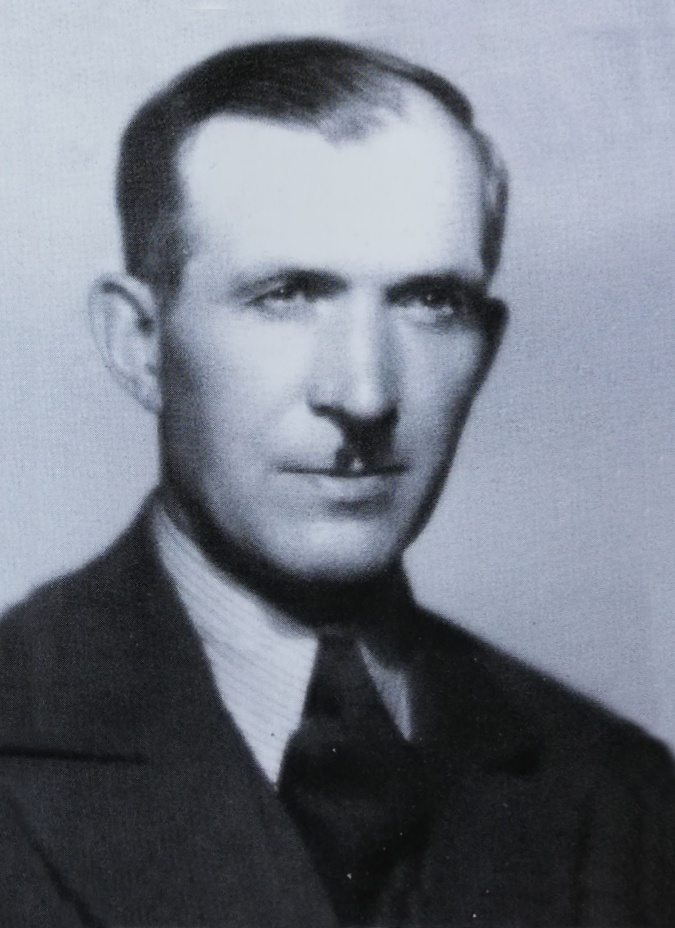
Alfréd Vít

### Farář Osvald Novák
Jediný, kdo zůstal z jinonické odbojové skupiny neprozrazen byl farář Osvald Novák (1912-1971). V kostelíku, který stával na Prokopské skále ukrývala jinonická odbojová skupina ve spolupráci s Osvaldem Novákem zbraně. Kostelík byl po celý rok zavřený, jen o pouti zde byla sloužena mše. Ve zpovědnici a v sakristii byly ukrývány pušky, pistole a náboje. Kromě součinnosti při skrývání zbraní poskytoval Osvald Novák odboji i čisté formuláře křestních listů a pravděpodobná čísla matriky. (Falešná razítka si pak nechávali odbojáři dělat u firmy Červenka.) Po válce se Osvald Novák stal profesorem CMF a metropolitním kanovníkem v chrámu svatého Víta.. Je pohřben na hřbitově v Praze-Břevnově.

### Hostinský Jiří Morstein
Mezi členy jinonické skupiny patřil i hostinský Jiří Morstein (přezdívaný „Řezníček“), který provozoval (od budovy akcízu nepříliš vzdálený) hostinec „Na Staré“  a také jej využíval k ilegální činnosti. Z podkrovní místnosti hostince někdy vysílali Jindřich Klečka s druhým radiotelegrafistou Otto Linhartem. ale prostory hostince využívali odbojáři také k přechovávání radiostanic. Operátoři pomocí zde umístěné radiostanice Sparta II navazovali v letech 1940–1941 spojení s vojenskou radiovou ústřednou (VRÚ) ve Woldinghamu u Londýna. I tento úkryt ovšem gestapo odhalilo. Hostinského Jiřího Morsteina sice nacisté věznili v koncentračním táboře, ale po válce se vrátil domů. Změnil si jméno na Jiří Chaloupka a odstěhoval se do Ústí nad Labem.

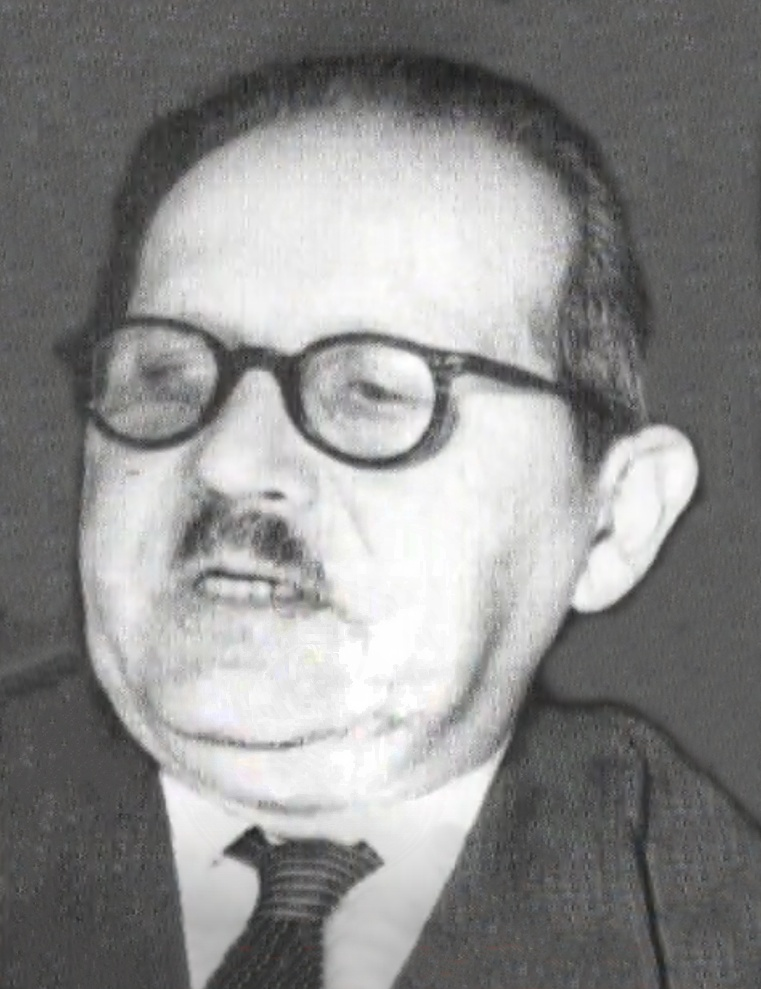
Jiří Morstein
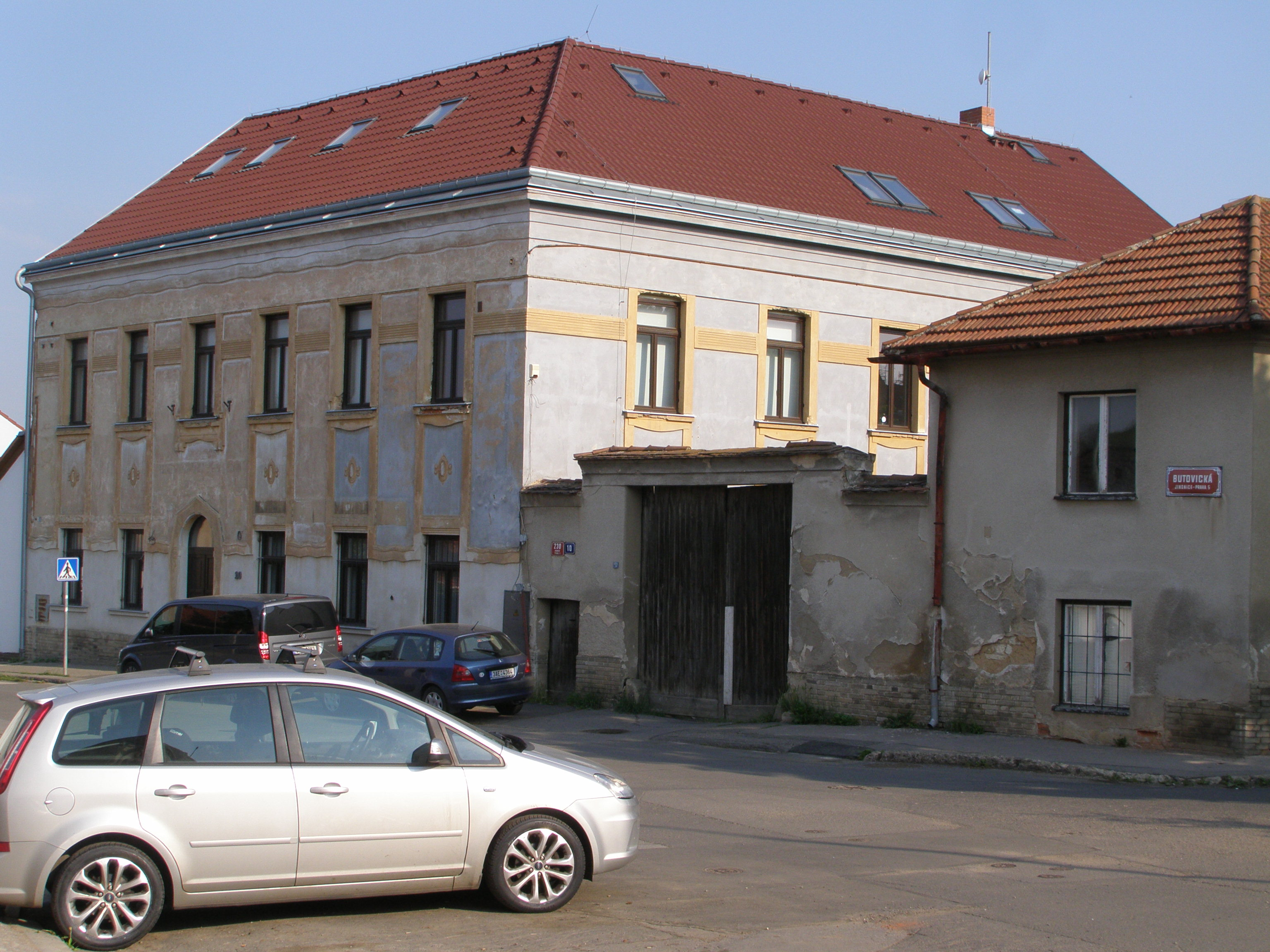
Budova bývalého hostince „Na Staré“
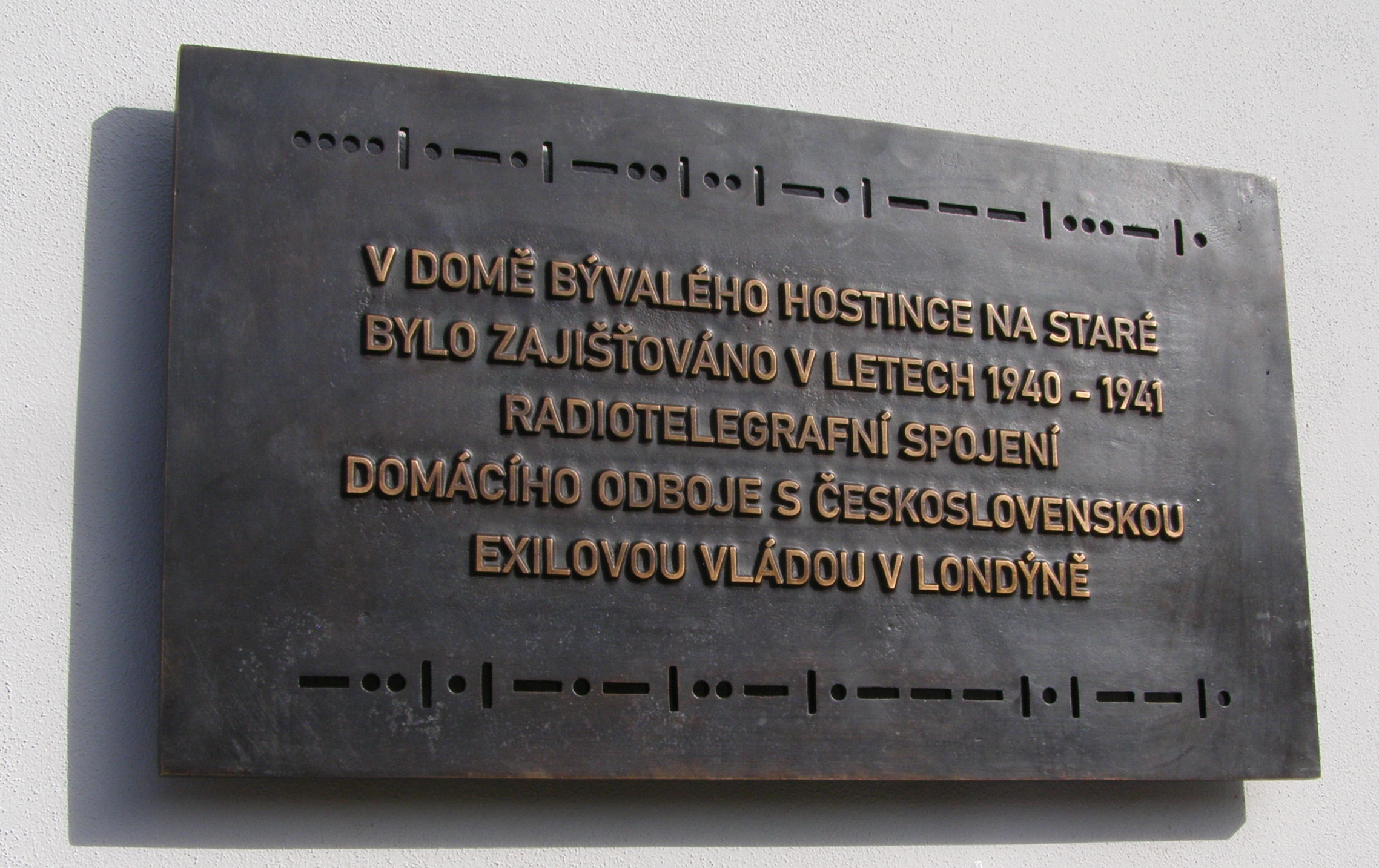
Pamětní deska radiotelegrafistům na budově bývalého hostince „Na Staré“

### Osoby spjaté s jinonickým akcízem
Mezi členy jinonické odbojové skupiny dlužno zařadit i odbojáře, kteří se podíleli na ilegálních vysíláních z jinonického akcízu. Kromě již zmíněných radiotelegrafistů (Jindřich Klečka, Otto Linhart) to byli jejich pomocníci: fráter řádu Benediktinů v Praze - Emauzích Antonín Němeček a člen finanční stráže Stanislav Medřík. K nim dlužno započítat již výše zmíněného velitele akcízu Karla Prokopa, jeho syna Miroslava Prokopa a manželku velitele akcízu Emilii Prokopovou.

### A další
K dalším členům odbojové skupiny se řadili i vojáci československé armády, kteří neodešli do zahraničí ale pracovali jako součást protinacistického nekomunistického odboje. V roce 1941, rok před událostmi spojenými s atentátem na Heydricha, zajišťovala jinonická skupina jediné spojení Protektorátu se zpravodajskou centrálou v Londýně. Skupina se také podílela na vydávání ilegálního odbojového časopisu V boj. Aktivity jinonické odbojové skupiny dosáhly vrcholu během roku 1941, kdy získávali sbírkami finanční prostředky pro podporu uprchlíků skrývajících se před gestapem, starali se o obživu těchto běženců a obstarávali jim byty.
Na jinonickou ilegální skupinu později navázala skupina „Věrný pes“.

## Osobnosti související se skupinou Věrný pes

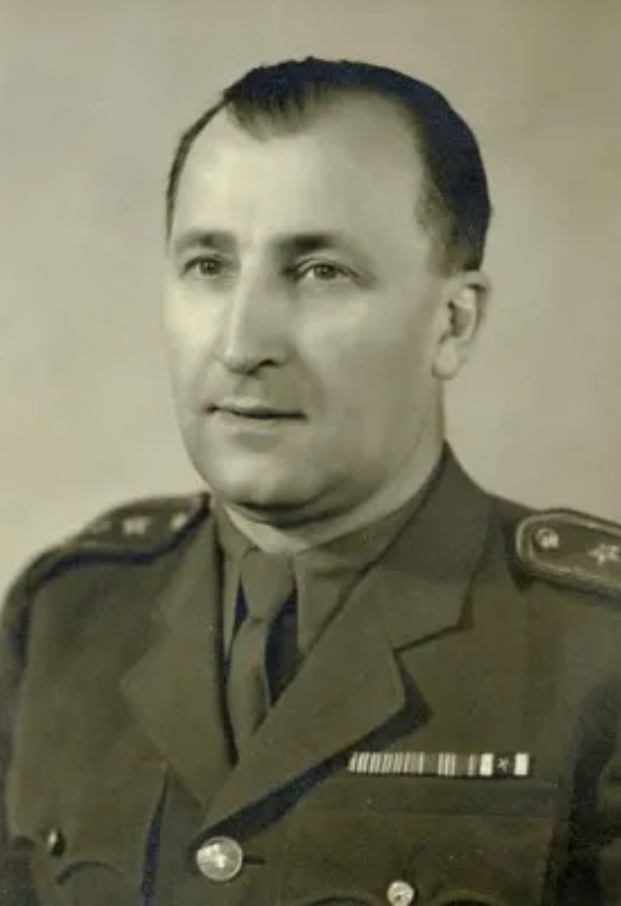
Vlastimil Blahák (1905–1979)

### František Drázda
František Drázda byl jedním ze spolupracovníků skupiny Věrný pes. Také spolupracoval se zpravodajsko - diverzní skupinou Tři králové. Drázda byl zakladatelem antisemitské kolaborantské organizace „Národní árijská kulturní jednota“, která sídlila od roku 1940 v Praze-Starém městě na adrese Národní 417/35. Tato organizace pořádala po celém území protektorátu přednášky namířené proti Židům. Členové této organizace také hráli divadelní hry s protižidovskou tematikou. Během pražského květnového povstání 1945 bojoval František Drázda na barikádách. Po válce byl mimořádným lidovým soudem osvobozen a očištěn, a to především na základě svědectví řady příslušníků protiněmeckého odboje.

### Vlastimil Blahák
Plukovník generálního štábu profesor Dr. Ing. Vlastimil Blahák (* 30. ledna 1905 - 10. října 1979) působil za války v odbojové organizaci Obrana národa (spolupracoval se zpravodajsko - diverzní skupinou Tři králové) a zároveň jistou dobu působil jako zástupce velitele skupiny Věrný pes. V roce 1941 byl zatčen gestapem, odsouzen k smrti a až do roku 1945 vězněn. V roce 1945 uprchl z vězení a počínaje 2. květnem 1945 se podílel na organizování pražského povstání.
Od roku 1945 působil ve funkci zástupce velitele Vojenského zeměpisného ústavu (VZÚ) v Praze. Od 16. dubna 1948 až do 15. května 1951 pak jako velitel VZÚ. Po mozkové operaci a roční zdravotní dovolené byl v roce 1952 penzionován. V období let 1953 až 1973 pracoval jako profesor a vedoucí katedry geodézie, geotechniky a kartografie na Vysoké škole dopravní v Žilině.
Po roce 1945 byl vyznamenán československým válečným křížem 1939, medailí Za chrabrost a medailí Za zásluhy I. stupně.

### Kamil Polívka
Kamil Polívka (* 24. února 1890 v Podolí – † 16. září 1943 v Praze na Pankráci) byl jinonický občan a starosta Sokola v Jinonicích. Po první světové válce (někdy kolem roku 1920) nastoupil jako vrchní dílovedoucí (vrchní mistr) do podniku Walter v Praze Jinonicích.. Za protektorátu byl Kamil Polívka členem odbojové organizace Věrný pes. Po zatčení byl obviněn ze sabotáže. Dne 16. září 1943 v 16.37 hodin (pod pořadovým číslem 167.) byl popraven nacisty v Pankrácké sekyrárně.
Na Libeňském hřbitově (Na Korábě 322/1, 180 00 Praha 8 – Libeň) se nachází symbolický náhrobek (kenotaf) s následujícím nápisem:
IN MEMORIAM:
KAMIL POLÍVKA
VRCH. DÍLOVEDOUCÍ
POPRAVEN NA PANKRÁCI 16.9.1943
V 53. ROCE VĚKU SVÉHO
Nápis na kenotafu:, Libeňský hřbitov
Na sídlišti v Praze-Jinonicích nese od roku 1992 jedna z ulic jeho jméno („Polívkova“).

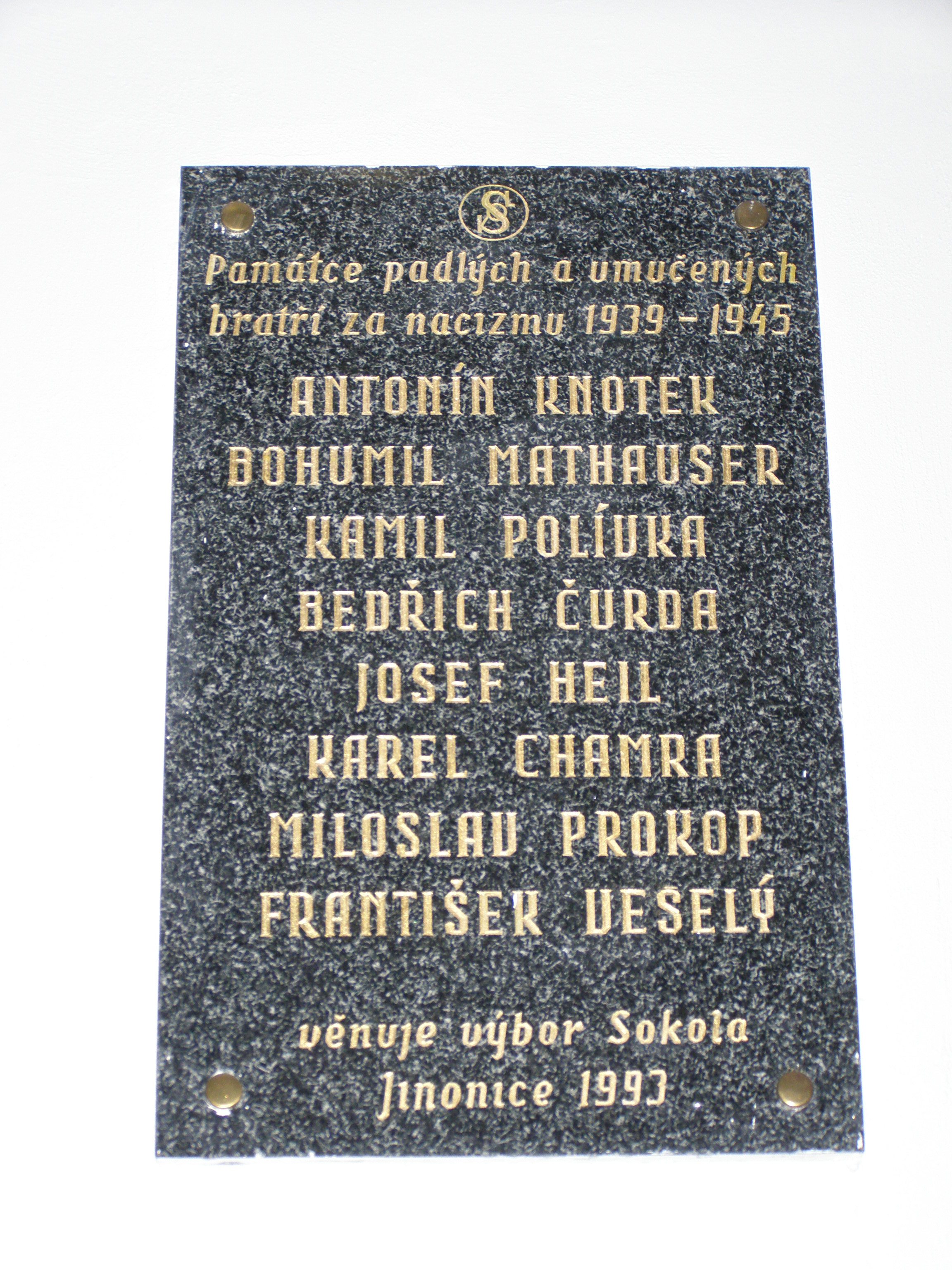
Pamětní deska v sokolovně v Praze - Jinonicích

Ve vestibulu sokolovny v Praze - Jinonicích (na adrese: Butovická 33/100, 15800 Praha 5 – Jinonice) se nachází pamětní deska (z tmavého granitu) věnovaná "Památce padlých a umučených bratří za nacizmu (v letech 1939 – 1945)". Na desce je uvedeno v textu i jméno Kamila Polívky:
Památce padlých a umučených
bratří za nacizmu 1939 – 1945

ANTONÍN KNOTEK
BOHUMIL MATHAUSER
KAMIL POLÍVKA
BEDŘICH ČURDA

JOSEF HEIL
KAREL CHAMRA
MILOSLAV PROKOP
FRANTIŠEK VESELÝ

věnuje výbor Sokola
Jinonice 1993

Nápis na pamětní desce, sokolovna v Praze - Jinonicích

### Marie Valterová
Marie Valterová (9. listopadu 1921 – 26. května 1945 ) (alias "sestra Jana") pracovala jako zpravodajská spojka. Zahynula v pohraničí 26. května 1945. Ve fondech žižkovského vojenského muzea se nachází prapor věnovaný vinohradské bojové skupině Věrný pes. Tento prapor vyšívala jeho příslušnice Jana Walterová. Prapor má rozměry 70 cm x 80 cm. Na bílé rubové straně (reversu) je černá hlava psa a na červené lícové straně (aversu) pak československý státní znak. Památku na Marii Valterovou připomíná kenotaf (symbolický hrob) na hřbitově Malvazinky v Praze. Kenotaf je umístěn v těsné blízkosti pomníku „Obětem 2. světové války“ (věnovaný českým ženám v odboji 1939–1945). Na kenotafu je nápis: „Spojce Janě / Marie Valterové / *9.11.1921 + 26.05.1945 // Za věrnost přísaze, / za věrnost k praporu hnutí, / za věrnost vlasti až k smrti, / na nehynoucí paměť generacím příštím // Věnuje bývalé vojenské ilegální hnutí „Věrný pes“. (2. odboj).

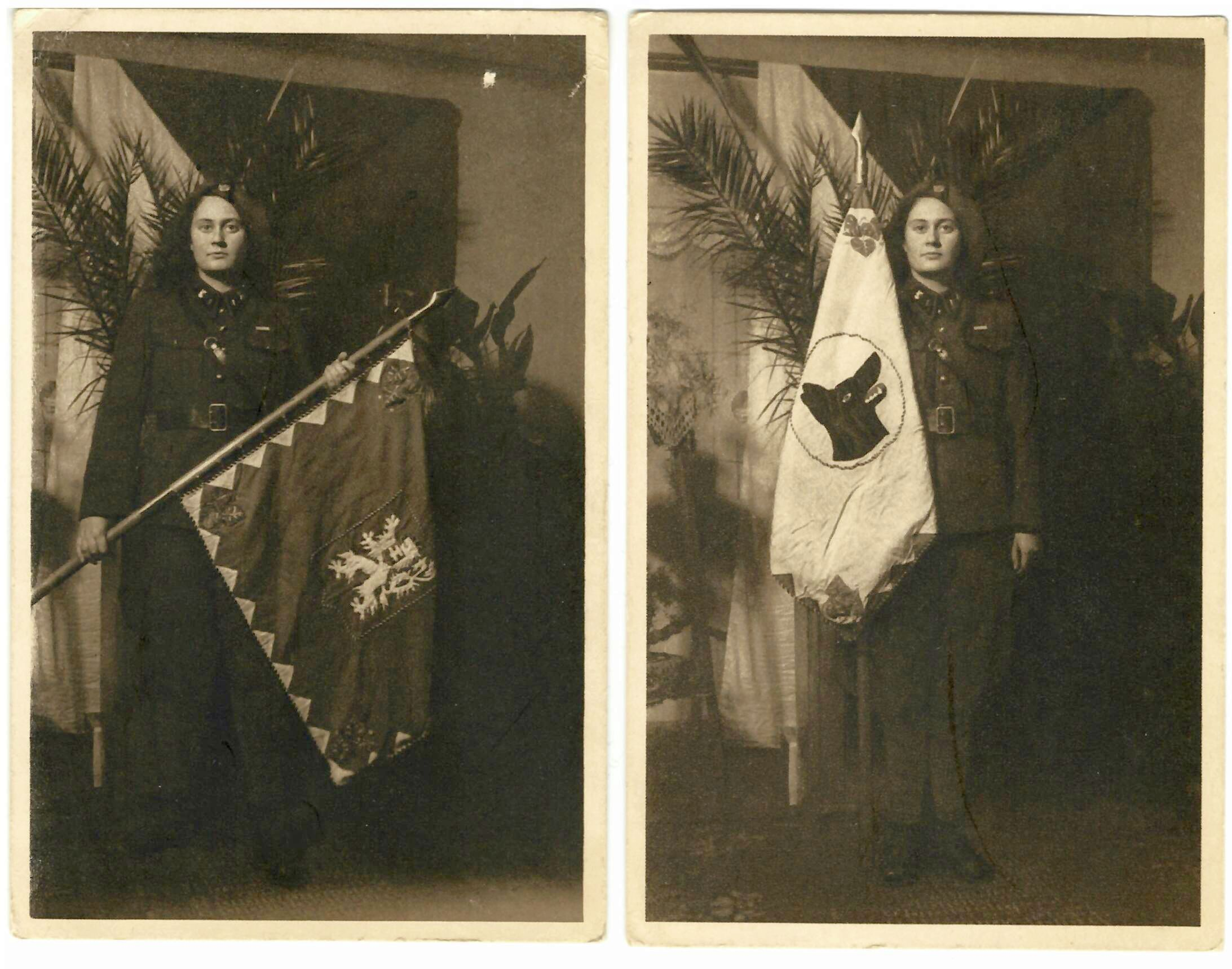
Marie Valterová se státní vlajkou a s vlajkou hnutí Věrný pes
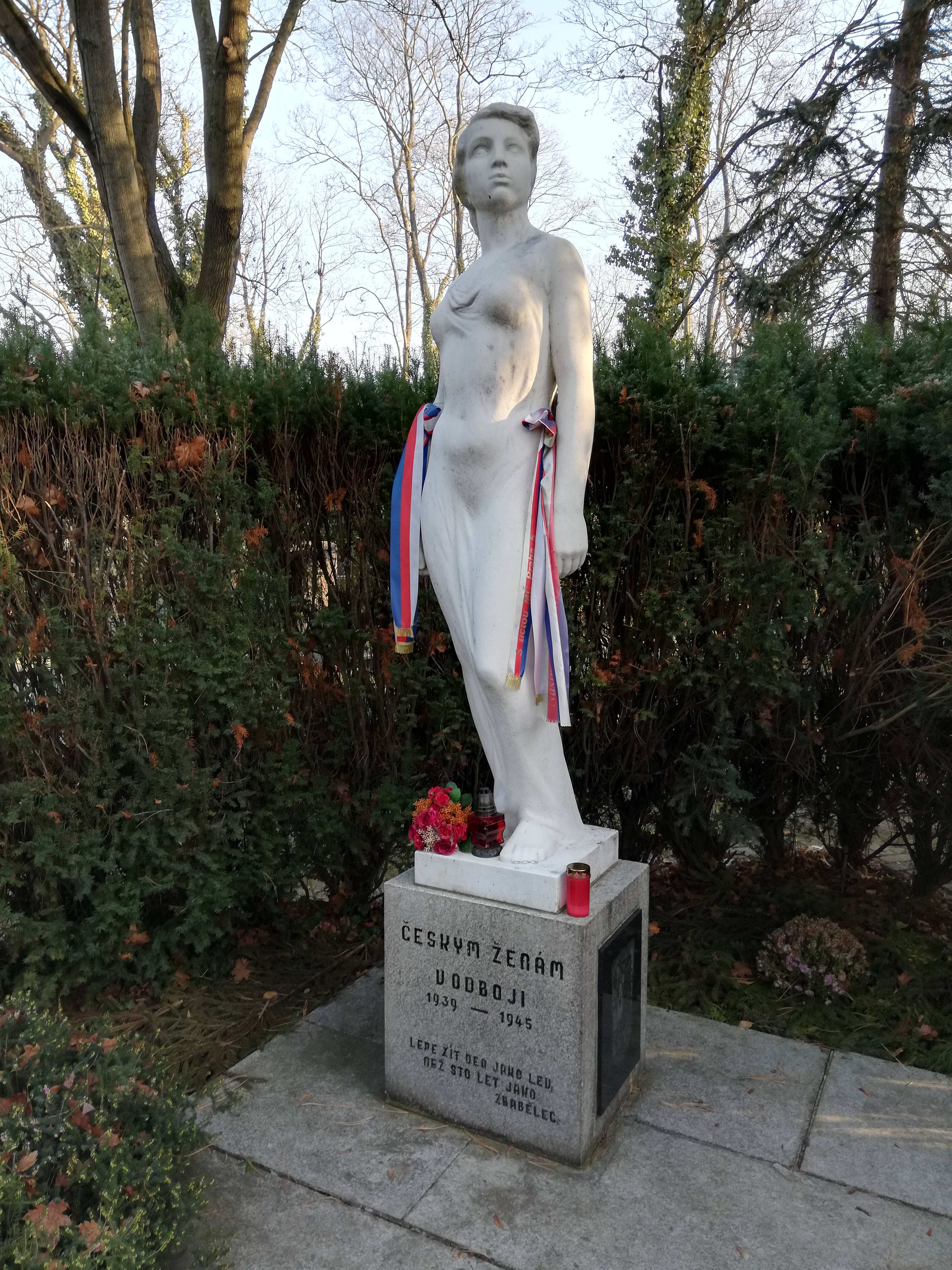
Pomník „Obětem 2. světové války“ (věnovaný českým ženám v odboji 1939 – 1945)
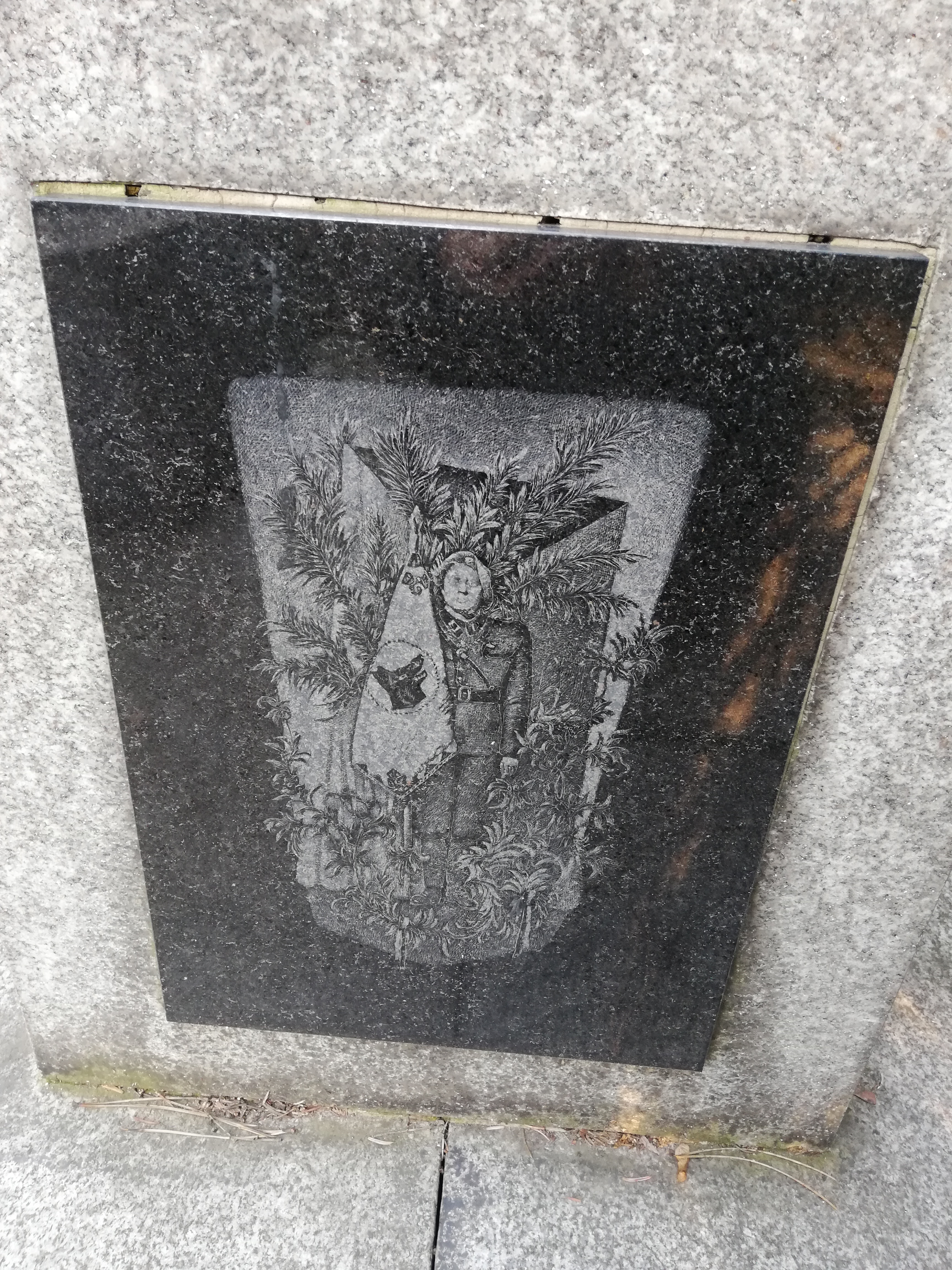
Pomník „Obětem 2. světové války“ (věnovaný českým ženám v odboji 1939 – 1945). Detail leptaného obrázku na pravé straně soklu (prapor se symbolem „Věrný pes“)
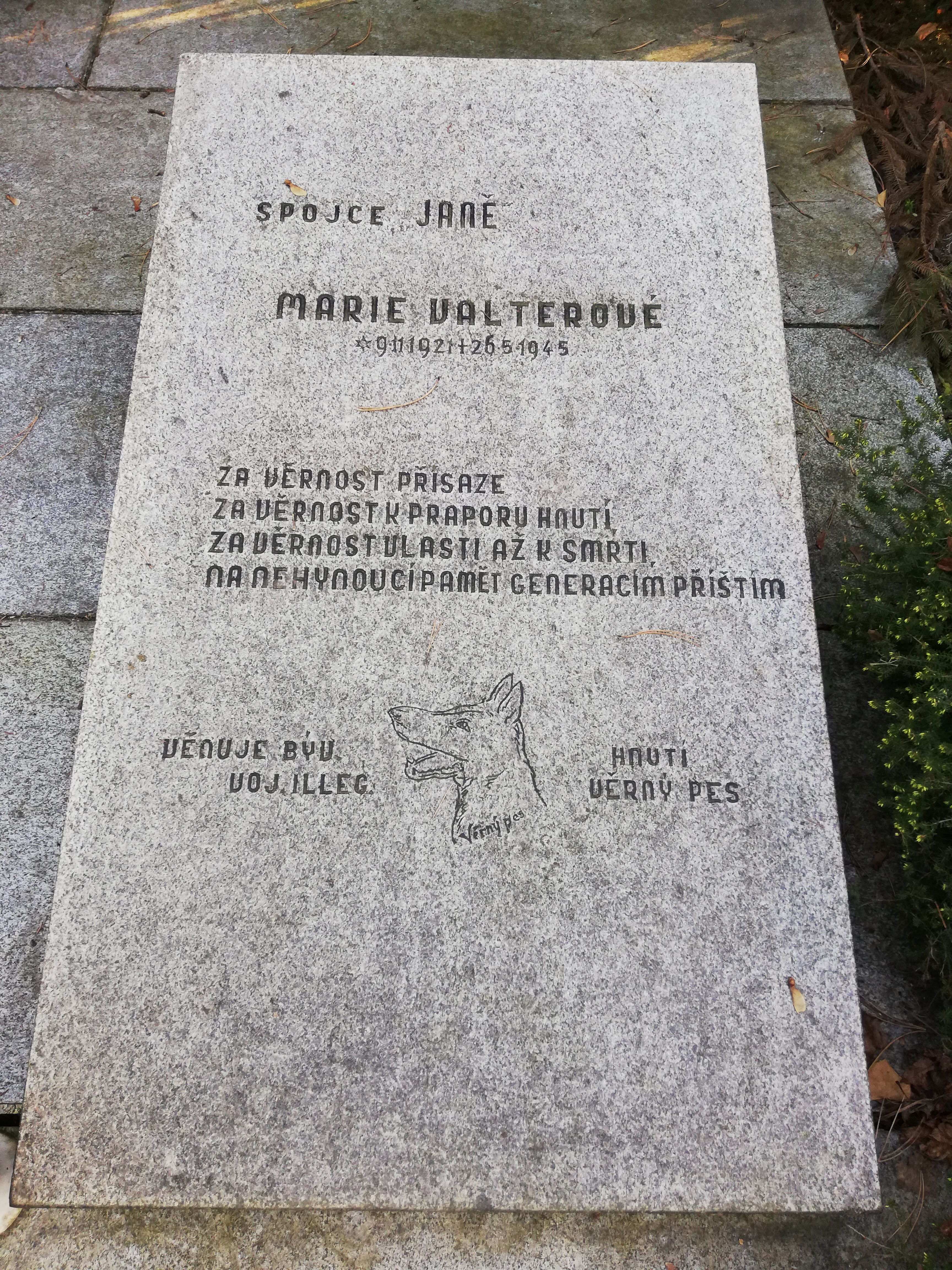
Kenotaf Marie Valterová (1921–1945)

## Dům v Žitné ulici 1573/53
V domě (na adrese (2016) Žitná 1573/53, 110 00 Praha – Nové Město) byl za protektorátu obchod Václava Laibla. V tomto obchodě a ve sklepních prostorách domu se v letech 1944 a 1945 scházeli odbojáři, ze kterých následně vznikla povstalecká skupina Věrný pes. (Probíhal tu výcvik v bojové technice, který byl veden instruktory.) Skupině Věrný pes velel nadporučík v záloze Zdeněk Rys a četař Václav Laibl. Dne 5. května 1945 se v odpoledních hodinách v tomto domě soustředilo na 120 ozbrojených mužů. Jejich arsenál čítal jeden kulomet, 12 pušek, jeden samopal, 20 pistolí a 5 pancéřových pěstí. (Skupina se pak z Žitné ulice přesunula k vinohradskému vojenskému velitelství.) (Během pražského květnového povstání 1945 byla z tohoto domu koordinována činnost i další odbojové skupiny - „Rota mstitelů Jana Březiny“.)

## Budova právnické fakulty za protektorátu
Tato budova sloužila od února 1940 jako posádkové velitelství SS (SS-Standortkommandatur), jako posádková správa a další útvary. Od 5. května 1945 byla tato budova silně obsazena jednotkami SS, sloužila jako jejich opěrný bod v boji s pražskými povstalci na Starém městě. Němci odtud podnikali útoky směřující do oblasti Staroměstského náměstí. Ve dnech 5. května 1945 až 8. května 1945 byl odtud také řízen boj jednotek SS o vnitřní Prahu.

## Pražské květnové povstání
U budovy a v jejím okolí (Na Františku) bylo během pražského květnového povstání 1945 příslušníky SS zavražděno více než deset zajatých povstalců. Na nedalekém mostě Svatopluka Čecha byli dne 5. května 1945 zajati příslušníci povstalecké skupiny Věrný pes z Jinonic a Radlic V budově nebo v jejím blízkém okolí nebo v ulici Na Františku pak devět z těchto zajatců bylo zastřeleno. Tuto událost připomíná pamětní deska na budově Právnické fakulty.

## Pamětní deska

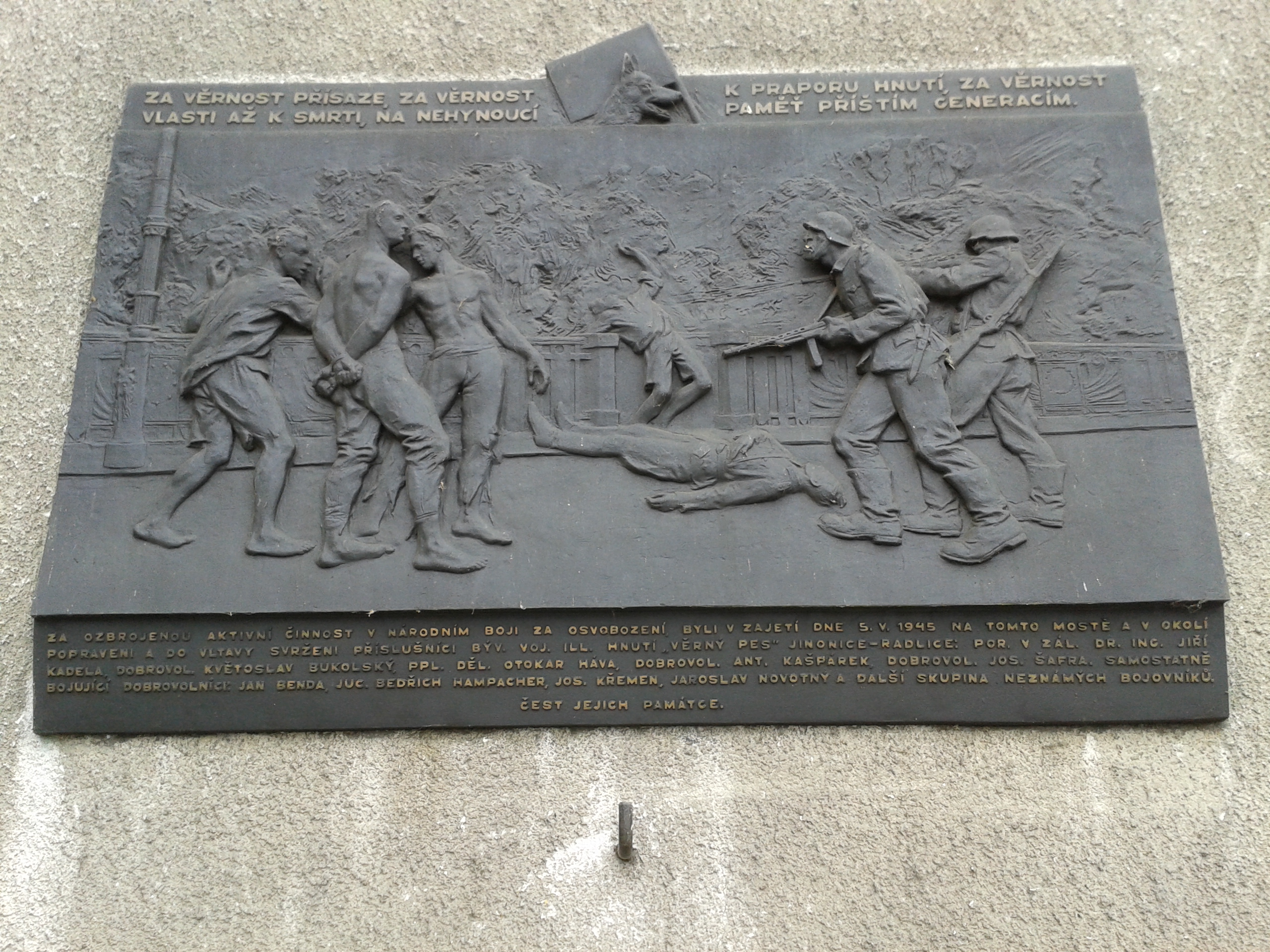
Pamětní deska na Právnické fakultě

Na čelní stěně budovy Právnické fakulty Univerzity Karlovy na Náměstí Curieových čp. 901/7 Praha 1 Staré Město (napravo od vchodu) je umístěna bronzová pamětní deska věnovaná popraveným českým bojovníkům v květnovém povstání (v okolí Právnické fakulty UK v Praze a na mostě Svatopluka Čecha). Jejím autorem je akademický sochař Jan Znoj. Deska je datovaná rokem 1946 V její horní části je nápis:
Za věrnost přísaze, za věrnost k praporu hnutí, za věrnost vlasti až k smrti, na nehynoucí paměť příštím generacím.
Horní nápis, pamětní deska, 
Tento nápis je v prostřední části přerušen malým reliéfem znázorňujícím doprava směřující psí hlavu v jejímž pozadí je vlajka na krátké žerdi (hlava psa s praporem byl symbol hnutí Věrný pes). Pod nápisem je umístěn (v centrální části pamětní desky) reliéf znázorňující scénu popravy českých bojovníků nacistickými vojáky na veristicky zachyceném secesním zábradlí Čechova mostu. Na dolní hraně (pod reliéfem) je nápis: 
Za ozbrojenou aktivní činnost v národním boji za osvobození byli v zajetí dne 5. V. 1945 na tomto mostě a v okolí popraveni a do Vltavy svrženi příslušníci bývalého vojenského illegálního hnutí "Věrný pes" Jinonice-Radlice:
 PORUČÍK V ZÁLOZE DR. ING. JIŘÍ KADELA, DOBROVOLNÍK KVĚTOSLAV BUKOLSKÝ, PODPLUKOVNÍK DĚLOSTŘELECTVA OTOKAR HÁVA, DOBROVOLNÍK ANTONÍN KAŠPÁREK, DOBROVOLNÍK JOSEF ŠAFRA.
 Samostatně bojující dobrovolníci:
 JAN BENDA, JUC. BEDŘICH HAMPACHER, JOSEF KŘEMEN, JAROSLAV NOVOTNÝ a další skupina neznámých bojovníků.
 Čest jejich památce".
Dolní nápis, pamětní deska, 
V centrální evidenci válečných hrobů je tato pamětní deska evidována pod označením CZE-0001-20512.

## Odznak odbojové skupiny

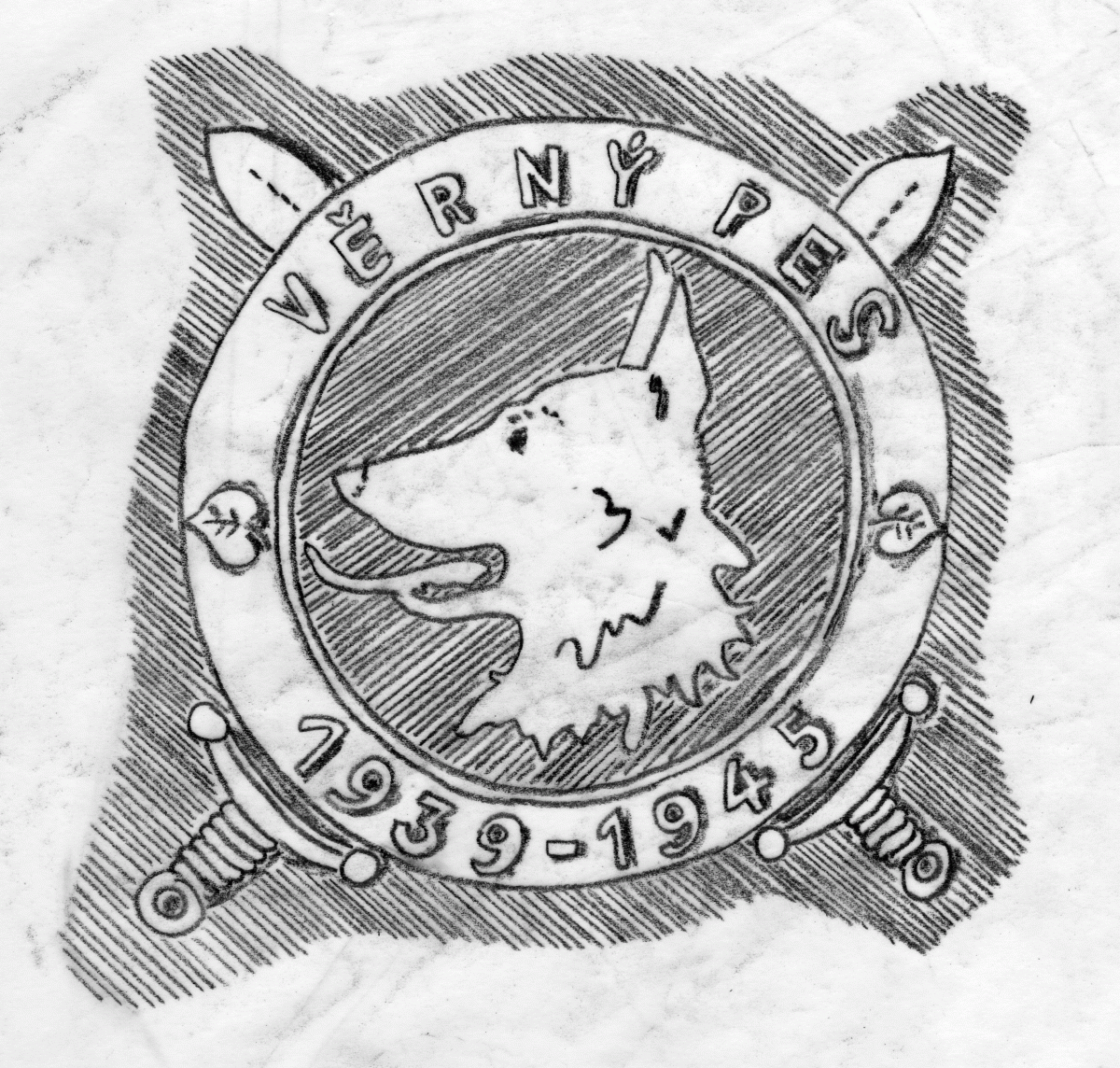
Odznak skupiny Věrný pes

Odbojová skupina Věrný pes měla vlastní kruhový odznak (s průměrem asi 40 mm) zhotovený ze slabého bílého plechu, který se upevňoval (našíval) na oděv (uniformu) pomocí čtyř malých oček na rubu odznaku. V kruhové (centrální) části odznaku se nacházela doleva hledící hlava psa. V horní části mezikruží (nad psí hlavou) byl plasticky provedený nápis „VĚRNÝ PES“, v dolní části mezikruží (pod psí hlavou) pak týmž písmem a stylem byly uvedeny letopočty „1939 - 1945“. Odznak byl podložen dvěma na sebe kolmými a symetricky umístěnými překříženými římskými meči, špičkami (ostřími) směřujícími do pomyslného pravého horního a levého horního rohu čtverce kruhovému odznaku opsanému.